# Rötenbach (Nagold)
Rötenbach ist ein Ortsteil der Stadt Nagold im Landkreis Calw in Baden-Württemberg.

## Geographie
Der Ort Rötenbach liegt circa 2,5 Kilometer nordnordöstlich der Stadtmitte von Nagold im mittleren Tal des rund zwei Kilometer langen Rötenbachs, der westwärts zur Nagold läuft. Die Häuser stehen im Höhen um 464 m ü. NHN am Übergang vom oberen Waldtal in die flachere und sich ausweitende Flur des Untertals, nahe am unteren Hangwaldrand der Bergvorsprünge Horn im Norden und Eisberg im Süden. Dem früheren noch einsam liegenden Ort ist inzwischen die Bebauungsgrenze der Kernstadt recht nahe gerückt. Über eine Wohnstraße am unteren Eisberg entlang ist Rötenbach mit dem Nagolder Stadtzentrum, über eine kürzere Straße, die nach Westen dem Bach folgt, mit der K 4348 Nagold–Emmingen verbunden.

## Geschichte
Das ehemalige Bad Rötenbach, „Badhaus, auch Röthenbacher oder Nagolder Bad“, sodann auch „Rötenbad“ genannt, war ein etwa 2,5 km nördlich der Altstadt von Nagold liegendes kleines Heilbad in der Nähe des Flüsschens Rötenbach. In der Beschreibung des Oberamts Nagold von 1862 wird das Bad noch „Röthenbach“ geschrieben. Das Bad bestand von 1726 bis 1899, also 173 Jahre.
Bekannt gemacht hat die gesundheitsfördernde Wirkung des Quellwassers der damalige Amtsarzt für die Oberämter Herrenberg und Nagold David Brotbeck durch seine 32-seitige Schrift aus dem Jahre 1729: „Kurze Beschreibung von deme, nahe der fürstl. Würtembergischen Amts-Stadt Nagold entspringendem Gesund-Bonnen. Dem hülff-begierigen Nächsten zum Unterricht gestellet von David Brotbeck Med. Dr. Phys. zu Herrenberg und Nagold. Tübingen; Gedruckt bey Joseph Sigmund. 1729“.
Die Stadt Nagold beschloss wenig später, auf dem Gelände, das auf der Nagolder Gemarkung lag, eine Badeanstalt zu errichten: diese bestand aus einem Badehaus mit Badekabinen, Ställen, Gärten, Äckern und Wiesen, so dass das Badehaus zugleich ein bäuerlicher Betrieb war. Fünf Jahre nach Aufnahme des Badebetriebs wurde noch ein Wirtshaus errichtet. 1746 verkaufte die Stadt Nagold das Bad an Privatpersonen, durch welche es bis 1899 betrieben wurde.
1819/20 bestand das Bad aus drei Gebäuden: dem Badhaus, dem Wirtshaus und der Stallung, dazu gehörte ferner eine Wiese bei dem Bad. 1847/48 umfasste die Badeanlage zwei Gebäude, ein Wasser- und ein Badehaus. In dem Badehaus befanden sich die gut gefasste Quelle, der Heizapparat zur Erwärmung des Wassers und zehn Badekabinette.
Im Laufe des 19. Jahrhunderts wurde die Stellung des Bades als Heilbad unbedeutender, nachdem durch chemische Analysen festgestellt worden war, dass sich das Heilwasser wenig vom Nagolder Trinkwasser unterschied. Das Bad behielt aber seine Bedeutung als Platz zur Erholung und Sommerfrische, nicht zuletzt dank seiner schönen „romantischen“ Lage.
1879 brannte das Wirtschaftsgebäude ab und wurde modern wieder aufgebaut. Der Neubau erhielt Fremdenzimmer mit 28 Betten. Rötenbach war zu dieser Zeit von Familien mit Kindern zur Sommerfrische gut frequentiert.
1899 erwarb die württembergische Landesversicherungsanstalt das Bad vom letzten Besitzer Ökonom Herrgott, womit der Badebetrieb sein Ende fand.
1977 wurde in Rötenbach das Ausbildungszentrum Nagold beim Straßenbauamt Calw der Straßenbauverwaltung Baden-Württemberg eingerichtet.